# 大江戸評判記 美男の顔役
「大江戸評判記 美男の顔役」（おおえどひょうばんき びなんのかおやく）は、1962年1月15日に公開された二代目大川橋蔵主演の「時代劇映画」である。前年に制作されたアメリカ映画「ポケット一杯の幸福」のストーリーを江戸時代に置き換えて、講談「天保六花撰」の登場人物をからめ、チャンバラも楽しめる人情喜劇に翻案している。

## あらすじ
江戸下谷練塀小路にある数寄屋坊主河内山宗俊邸には主に詐欺を生業にしている悪党達が集まっている。御家人崩れの金子市之丞、浪人崩れの片岡直次郎、遊び人の暗闇の丑松である。ある時、直次郎の母おもんが故郷河内から江戸に出てくると言う話が持ち上がる。直次郎は母を心配させない為、手紙に仕官して御目付衆に出世したとの嘘を書いたのでおもんはその晴れ姿を一目見たいと言うのである。母に捨てられた過去を持つ市之丞は、直次郎に協力をして一芝居打つ事を提案する。ちょうど中野碩翁 の別邸が空き家同然になっている事を知りそこを直次郎の屋敷に仕立てておもんを迎えることにする。母子の感激の対面となった席に突然、碩翁が姿を現す。慌てふためく一同を抑えた市之丞は腹を決めて碩翁に対峙するが…。

## スタッフ
- 企画：中村有隣　森義雄
- 監督：沢島忠
- 脚本：小国英雄
- 撮影：山岸長樹
- 音楽：鈴木静一
- 美術：稲野実
- 録音：中井秀夫
- 編集：宮本信太郎
- 照明：増田悦章
- スチル：吉田晴光

## キャスト
- 金子市之丞：二代目大川橋蔵…元御家人。日頃は勘美津と組んで美人局をしている。文字通りの美男で彼に恋心を抱く女性は数えきれない。実は北辰一刀流の達人。
- 片岡直次郎：里見浩太郎…浪人。インチキ博打や無銭飲食の常習者。母おもんに頭が上がらない。彼の嘘から大騒動が巻き起こる。
- 勘美津：花園ひろみ…小唄の師匠。市之丞にぞっこんで、恋敵の琴江といがみあっている。
- 琴江：桜町弘子…市之丞が通っていた千葉道場の主、千葉周作の娘。市之丞に結婚を迫る。
- 千葉栄次郎：山城新伍…琴江の兄で北辰一刀流の跡取り息子。妹が市之丞に操を奪われるのを阻止するべく常に監視している。阿部家との戦いでは心強い助っ人となる。
- 竹内金次郎：田中春男…阿部伊勢守の用人。河内山に騙されて屑屋さえ手を出さない尿瓶を50両で買わされる。鼻をフンフン鳴らすのがクセ。
- 客寄せの男：堺駿二…縁日でインチキ商売をしている香具師。丑松にイカサマをされ袋叩きにする。
- 暗闇の丑松：渥美清…遊び人。かつては中野碩翁の元で働く中間であった。身軽で南蛮渡来の巨大磁石を使った戦法が得意。
- おもん：浪花千栄子…河内から出て来た直次郎の母。陽気で包容力もあり直次郎はもちろん市之丞や丑松にも慕われる。
- お兼：清川虹子…河内山邸で下働きをする中年女。スキあらば市之丞に抱きつこうと狙っている。
- 村山源之進：加賀邦男…中野家用人。市之丞の美人局に引っかかり弱味を握られる。
- 目明し：吉田義夫…イカサマ師の丑松を付け狙っている。冒頭で悪事を働かないように釘を刺す。
- 小春：千原しのぶ…芸者。市之丞に惚れている女性の一人。中野碩翁の舟遊びの席に呼ばれる。
- 彦六：有馬宏治…身投げをしようとしていたが助けにきた丑松が溺れたため逆に救助する側に。伊勢守に囚われた娘を助けに河内からやって来た。おもんの友人。
- 渡辺保之介：沢村宗之助…阿部伊勢守の側近。主人を騙した河内山一党を成敗すべく先陣を切って斬りかかる。
- 阿部伊勢守：阿部九州男…出世のため中野碩翁に賄賂として高価な古美術品を贈る。ただしそれは尿瓶であり大恥をかいて出世の目はなくなる。
- 乞食A：星十郎…空き家同然の中野邸に住み着いていた乞食のリーダー。直次郎の家臣に扮したり阿部家との戦いで奮戦したりする。
- お八重：水木淳子…阿部伊勢守が岡惚れしている娘。河内山一党によって助けられる。
- お峰：春海洋子…茶屋の娘。市之丞や直次郎の取り巻き。
- おその：藤田佳子…同じく茶屋の娘。
- 河内山宗俊：山形勲…数寄屋坊主。その立場を利用して嘘八百を並べ詐欺行為を働くボス。機知に富み仲間からの人望も厚い。拳銃の名手である。
- 中野碩翁：月形龍之介…かつては幕府の要職にあり隠居した今も将軍徳川家斉の絶大な信頼がある。
- [注 2]

## 同時上映
- 『瞼の母』
  - 主演：中村錦之助（萬屋錦之介）